# Englische Cricket-Nationalmannschaft in Neuseeland in der Saison 2022/23
Die Tour der englischen Cricket-Nationalmannschaft nach Neuseeland in der Saison 2022/23 fand vom 16. bis zum 28. Februar 2023 statt. Die internationale Cricket-Tour war Bestandteil der Internationalen Cricket-Saison 2022/23 und umfasste zwei Tests. Die Serie endete 1–1 unentschieden.

## Vorgeschichte
Neuseeland spielte zuvor eine Tour in Indien, England in Südafrika. Das letzte Aufeinandertreffen der beiden Mannschaften bei einer Tour fand in der Saison 2022 in England statt.

## Stadion
Die folgenden Stadien wurden für die Tour als Austragungsort vorgesehen.
| Stadion       | Stadt           | Kapazität | Spiele  |
| ------------- | --------------- | --------- | ------- |
| Bay Oval      | Mount Maunganui | 10.000    | 1. Test |
| Basin Reserve | Wellington      | 11.000    | 2. Test |

## Kaderlisten
England benannte seinen Kader am 23. Dezember 2022.
Neuseeland benannte seinen Kader am 2. Februar 2023.
| Test | Test |
| Neuseeland | England |
| --- | --- |
| - Tim Southee (K) - Tom Latham (VK) - Tom Blundell (wk) - Michael Bracewell - Devon Conway - Jacob Duffy - Matt Henry - Kyle Jamieson - Scott Kuggeleijn - Daryl Mitchell - Henry Nicholls - Ish Sodhi - Blair Tickner - Neil Wagner - Kane Williamson - Will Young | - Ben Stokes (K) - James Anderson - Stuart Broad - Harry Brook - Zak Crawley - Ben Duckett - Ben Foakes - Will Jacks - Dan Lawrence - Jack Leach - Ollie Pope - Matthew Potts - Ollie Robinson - Joe Root - Olly Stone |

## Tour Match
| 8. – 9. Februar Scorecard | Hamilton | England 465 (69.2) | – | New Zealand XI 310 (82.1) |
|                           |          | Remis              |   |                           |

## Tests

### Erster Test in Mount Maunganui
| 16. – 20. Februar Scorecard | Mount Maunganui | England 325-9d (58.2) & 374 (73.5) | – | Neuseeland 306 (82.5) & 126 (45.3) |
|                             |                 | England gewinnt mit 267 Runs       |   |                                    |

Neuseeland gewann den Münzwurf und entschied sich als Schlagmannschaft zu beginnen. Für England bildete Eröffnungs-Batter Ben Duckett zusammen mit dem dritten Schlagmann Ollie Pope eine Partnerschaft. Duckett schied nach einem Fifty über 84 Runs aus und wurde gefolgt durch Joe Root. Kurz nachdem Pope nach 42 Runs sein Wicket verloren hatte, schied auch Root nach 14 Runs aus. Daraufhin bildeten Harry Brook und Ben Stokes eine weitere Partnerschaft. Stokes erreichte 19 Runs und wurde gefolgt durch Ben Foakes. Nachdem Brook nach einem Half-Century über 89 Runs ausgeschieden war, verlor Foakes sein Wicket nach 38 Runs. Ollie Robinson erreichte 15* Runs, bevor England das Innings nach dem Fall des neunten Wickets deklarierte. Bester neuseeländischer Bowler war Neil Wagner mit 4 Wickets für 82 Runs. Für Neuseeland etablierte sich Eröffnungs-Batter Devon Conway. Nachdem drei frühe Wickets fielen und Neil Wagner ins Spiel gekommen war, endete der Tag beim Stand von 37/3. Am zweiten Tag schied Wagner nach 27 Runs aus und Conway fand mit Tom Blundell einen neuen Partner. Nachdem Conway ein Fifty über 77 Runs erzielt hatte, konnten an der Seite von Blundell Scott Kuggeleijn 20 und Tim Southee 10 Runs erreichen. Blundell verlor dann das letzte Wicket nach einem Century über 138 Runs aus 181 Bällen, womit er den Rückstand auf 19 Runs reduzierte. Beste englische Bowler waren Ollie Robinson mit 4 Wickets für 54 Runs und James Anderson mit 3 Wickets für 36 Runs. In ihrem zweiten Innings eröffneten für England Zak Crawley und Ben Duckett. Nachdem Duckett 25 Runs erreichte und Ollie Pope ins Spiel gekommen war, schied auch Crawley nach 28 Runs aus. Der Tag endete beim Stand von 79/2. Am dritten Tag fand Pope mit Joe Root einen Partner. Nachdem Pope nach 49 Runs ausgeschieden war, erzielte Harry Brook ein Fifty über 54 Runs. Root scheid daraufhin ebenfalls nach einem Fifty über 57 Runs aus, bevor Ben Foakes und Ben Stokes eine Partnerschaft bildeten. Stokes erreichte 31 Runs und wurde durch Ollie Robinson ersetzt. Nachdem Foakes nach 51 Runs ausschied und Robinson 39 Runs erzielt hatte, konnte Jack Leach noch 12 Runs hinzufügen, bevor er das letzte Wicket verlor. Damit stellte er Neuseeland eine Vorgabe von 394 Runs. Beste neuseeländische Bowler waren Blair Tickner mit 3 Wickets für 55 Runs und Michael Bracewell mit 3 Wickets für 68 Runs. Für Neuseeland erzielte Eröffnungs-Batter Tom Latham 15 Runs. Bis zum Ende des Tages beim Stand von 63/5 etablierten sich dann Daryl Mitchell und Michael Bracewell. Am vierten Tag schied Bracewell nach 25 Runs aus und Mitchell fand keinen Partner mehr der sich an seiner Seite etablieren konnte. Als das letzte Wicket fiel, hatte er ein Fifty über 57* Runs erzielt. Beste englische Bowler waren James Anderson mit 4 Wickets für 18 Runs und Stuart Broad mit 4 Wickets für 49 Runs. Als Spieler des Spiels wurde Harry Brook ausgezeichnet.

### Zweiter Test in Wellington
| 24. – 28. Februar Scorecard | Wellington (BR) | England 435-8d (87.1) & 256 (74.2) | – | Neuseeland 209 (53.2) & 483 (162.3) (f/o) |
|                             |                 | Neuseeland gewinnt mit 1 Run       |   |                                           |

Neuseeland gewann den Münzwurf und entschied sich als Feldmannschaft zu beginnen. Für England erzielte Olli Pope zunächst 10 Runs, bevor sich die Partnerschaft zwischen Joe Root und Harry Brook etablierte. Nach 65 Overn kam es zu Regenfällen und der Tag wurde beim Stand von 315/3 beendet. Am zweiten Tag schied Brook dann nach einem Century über 186 Runs aus 176 Bällen aus und der ihm nachfolgende Ben Stokes erzielte 27 Runs. An der Seite von Root erreichten dann Stuart Broad 14 und Ollie Robinson 18 Runs, bevor Root das Innings nach einer Deklaration ungeschlagen mit einem Century über 153* Runs aus 224 Bällen beendete. Bester neuseeländischer Bowler war Matt Henry mit 4 Wickets für 100 Runs. Für Neuseeland bildete Eröffnungs-Batter Tom Latham zusammen mit dem fünften Schlagmann Henry Nicholls eine Partnerschaft. Latham verlor nach 35 Runs sein Wicket und wurde durch Daryl Mitchell ersetzt. Nachdem Nichols nach 30 Runs ausgeschieden war, folgte ihm Tom Blundell. Mitchell schied dann nach 13 Runs aus und Blundell bildete dann eine Partnerschaft mit Tim Southee. Der Tag endete dann ebenfalls verfrüht auf Grund von Regenfällen beim Stand von 138/7. Am dritten Tag verlor Southee sein Wicket nach einem Fifty über 73 Runs und kurze Zeit später auch Blundell nach 38 Runs. Das Innings endete für Neuseeland mit einem Rückstand von 226 Runs und England forderte das Follow-on ein. Die besten englischen Bowler war Stuart Broad mit 4 Wickets für 61 Runs, James Anderson mit 3 Wickets für 37 Runs und Jack Leach mit 3 Wickets für 80 Runs. In ihrem zweiten Innings konnten die neuseeländischen Eröffnungs-Batter Tom Latham und Devon Conway eine Partnerschaft bilden. Conway verlor sein Wicket nach einem Half-Century über 61 Runs und Latham kurz darauf nach 83 Runs. Daraufhin etablierte sich Kane Williamson und fand mit Henry Nicholls einen Partner, mit dem er den Tag beim Stand von 202/3 beendete. Am vierten Tag schied Nichols nach 29 Runs aus und der ihm nachfolgende Daryl Mitchell erreichte ein Fifty über 54 Runs. Williamson bildete dann eine Partnerschaft zusammen mit Tom Blundell, bevor er nach einem Century über 132 Runs aus 282 Bällen ausschied. Blundell verlor dann das letzte Wicket des Innings nach 90 Runs und erhöhte so die Vorgabe auf 258 Runs. Bester englischer Bowler war Jack Leach mit 5 Wickets für 157 Runs. Für England bildeten die Eröffnungs-Batter Zak Crawley und Ben Duckett eine Partnerschaft. Crawley schied nach 24 Runs aus und der Tag endete beim Stand von 48/1. Am fünften Tag formte Duckett zunächst eine Partnerschaft mit Ollie Robinson, bevor er nach 33 Runs ausschied. Er wurde gefolgt von Joe Root. Nachdem Robinson nach 14 Runs sein Wicket verloren hatte, erreichte Ben Stokes an der Seite von Root 33 Runs. Ihm folgte Ben Foakes, bevor Root sein Wicket nach einem Fifty über 95 Runs verlor. An der Seite von Foakes konnte Stuart Broad 11 Runs erreichen, bevor Foakes sechs Runs vor erreichen der Vorgabe sein Wicket nach 35 Runs verlor. Jack Leach und James Anderson scheiterten dann einen Run vor erreichen der Vorgabe und Neuseeland gewann damit erst den zweiten Test überhaupt (nach dem vierten Test der West Indies in Australien in der Saison 1992/93) mit einem Run und den vierten Test nachdem der Gegner ein Follow-on einforderte. Beste neuseeländische Bowler waren Neil Wagner mit 4 Wickets für 62 Runs und Tim Southee mit 3 Wickets für 45 Runs. Als Spieler des Spiels wurde Kane Williamson ausgezeichnet.

## Auszeichnungen

### Player of the Series
Als Player of the Series wurden der folgende Spieler ausgezeichnet.
| Serie | Player of the Series |
| ----- | -------------------- |
| Test  | Harry Brook          |

### Player of the Match
Als Player of the Match wurden die folgenden Spieler ausgezeichnet.
| Spiel   | Player of the Match |
| ------- | ------------------- |
| 1. Test | Harry Brook         |
| 2. Test | Kane Williamson     |